# Bárbara Lennie
Bárbara Lennie Holguín (ur. 20 kwietnia 1984 w Madrycie) – hiszpańska aktorka, która rozpoczęła swoją karierę aktorską w 2001 roku.

## Życiorys
Gdy Bárbara Lennie miała rok, rodzice wyjechali wraz z nią do Argentyny. Wspólnie wrócili do Hiszpanii po pięciu latach. Bárbara Lennie ukończyła kierunek o nazwie dramat na Real Escuela Superior de Arte Dramático. W 2005 roku została nominowana do nagrody „Goya” w kategorii najlepszej aktorki debiutującej za rolę Lourdes w filmie Obaba. W 2014 została nagrodzona nagrodą „Goya” w kategorii najlepsza aktorka.

## Filmografia
| Rok  | Tytuł                                              | Rola           |
| ---- | -------------------------------------------------- | -------------- |
| 2001 | Más pena que gloria                                | Gloria Tárrega |
| 2005 | Obaba                                              | Lourdes        |
| 2006 | La Bicicleta                                       | Julia          |
| 2007 | 13 róż                                             | Dionisia       |
| 2008 | Todos los días son tuyos                           | María          |
| 2009 | Los condenados                                     | Silvia         |
| 2010 | Wszystkie piosenki są o mnie                       | Andrea         |
| 2011 | Skóra, w której żyję                               | Cristina       |
| 2012 | Dictado                                            | Laura          |
| 2012 | Miel de naranjas                                   | Ana            |
| 2014 | 9 mil                                              | Eva            |
| 2015 | Apostata                                           | Maite          |
| 2016 | Niewidzialny gość                                  | Laura Vidal    |
| 2022 | Krzywe linie Boga (Los renglones torcidos de Dios) | Alice Gould    |

## Nagrody i nominacje
Goya (nagroda filmowa)
| Rok  | Kategoria                      | Film         | Rezultat  |
| ---- | ------------------------------ | ------------ | --------- |
| 2005 | Najlepsza debiutująca aktorka  | Obaba        | Nominacja |
| 2014 | Najlepsza aktorka drugoplanowa | 9 mil        | Nominacja |
| 2014 | Najlepsza aktorka              | Magical Girl | Nagroda   |